# Stella Jongmans
Stella Jongmans (Países Bajos, 17 de mayo de 1971) es una atleta neerlandesa retirada especializada en la prueba de 800 m, en la que consiguió ser subcampeona europea en pista cubierta en 1996.

## Carrera deportiva
En el Campeonato Europeo de Atletismo en Pista Cubierta de 1996 ganó la medalla de plata en los 800 metros, con un tiempo de 2:01.88 segundos, tras la francesa Patricia Djaté y por delante de la rusa Svetlana Masterkova  (bronce).